# 京田辺市立田辺東小学校
京田辺市立田辺東小学校（きょうたなべしりつ たなべひがししょうがっこう）は、京都府京田辺市東西ノ口にある公立小学校。

## 概要
京田辺市東部を校区とする。木津川に程近い立地で、ハンドボールがさかんである。中国からの帰国子女が日本語を学ぶ場として、1986年から「いぶき学級」を設置している。

## 沿革
- 1972年（昭和47年） - 田辺町立田辺東小学校開校
- 1986年（昭和61年） - 日本語教室「いぶき学級」を開設
- 1997年（平成9年） - 市制施行により京田辺市立田辺東小学校に改称

## 校区
- 東地区（一部を除く）
- 河原地区
- 草内地区の一部

## 卒業後の進路
- 京田辺市立培良中学校

## 交通
- JR学研都市線 京田辺駅下車
- 近鉄京都線 新田辺駅下車

## 周辺施設
- 府営田辺団地

## 校区が隣接している学校
- 京田辺市立草内小学校
- 京田辺市立田辺小学校
- 城陽市立富野小学校
- 城陽市立青谷小学校